# شكيب أرسلان
شَكِيب أَرْسَلَان (25 ديسمبر 1869 - 9 ديسمبر 1946)، كاتب وأديب ومفكر عربي لبناني تتفق المصادر على حصوله على الجنسية السعودية. اشتهر بلقب أمير البيان بسبب كونه أديباً وشاعراً بالإضافة إلى كونه سياسياً. كان يجيد اللغة العربية والتركية والفرنسية والألمانية. التقى بالعديد من المفكرين والأدباء خلال سفراته العديدة مثل جمال الدين الأفغاني وأحمد شوقي. بعد عودته إلى لبنان، قام برحلاته المشهورة من لوزان بسويسرا إلى نابولي في إيطاليا إلى بور سعيد في مصر واجتاز قناة السويس والبحر الأحمر إلى جدة ثم مكة وسجل في هذه الرحلة كل ما راه وقابله. من أشهر كتبه الحلل السندسية، «لماذا تأخر المسلمون وتقدم غيرهم؟»، و«الارتسامات اللطاف»، و«تاريخ غزوات العرب»، و«عروة الاتحاد»، و«حاضر العالم الإسلامي» وغيرها. ولقد لقب بأمير البيان لغزارة كتاباته، ويعتبر واحداً من كبار المفكرين ودعاة الوحدة الإسلامية والوحدة والثقافة.

## نسبه ونشأته
ولد شكيب بن حمود بن حسن بن يونس بن منصور بن عباس بن فخر الدين الثاني بن حيدر بن سليمان بن فخر الدين الأول بن يحيى الثاني بن مذحج بن محمد بن أحمد بن خليل بن مفرج الثاني بن يحيى الأول بن صالح الثاني بن مفرج الأول بن يوسف بن صالح الأول بن علي بن بحتر بن علي بن عمر بن عيسى بن موسى بن مطوع بن تميم بن المنذر بن النعمان بن عامر بن هاني بن مسعود بن أرسلان بن مالك بن بركات بن المنذر بن مسعود الشهير بقحطان بن عون بن ملك الحيرة المنذر المغرور ابن الملك النعمان أبي القابوس ابن الملك المنذر ابن الملك المنذر بن ماء السماء، بقرية الشويفات قرب بيروت ليلة الإثنين (غرة رمضان 1286 هـ = 25 ديسمبر 1869 م). و«شكيب» تعني بالفارسية: الصابر. و«أرسلان» تعني بالتركية والفارسية: الأسد.
وقد تأثر بعدد كبير من أعلام عصره ممن تتلمذ على أيديهم أو اتصل بهم في مراحل متعددة من عمره، وأول أساتذته كان الشيخ عبد الله البستاني الذي علمه في «مدرسة الحكمة». كما اتصل بالإمام «محمد عبده» ومحمود سامي البارودي وعبد الله فكري ومحمد رشيد رضا والشيخ «إبراهيم اليازجي»، وتعرف إلى أحمد شوقي وإسماعيل صبري وغيرهم من أعلام الفكر والأدب والشعر في عصره. كما ساعد صديقه تقي الدين الهلالي بكتابة توصية له عند أحد اصدقاءه بوزارة الخارجية الالمانية  قال فيها:
"عندي شاب مغربي أديب ما دخل ألمانيا مثله، وهو يريد أن يدرِّس في إحدى الجامعـات، فعسى أن تجدوا له مكاناً لتدريس الأدب العربي براتب يستعين به على الدراسة"
كما تأثر بالسيد جمال الدين الأفغاني تأثرًا كبيرًا، واقتدى به في منهجه الفكري وحياته السياسية، وكذلك تأثر بعدد من المفكرين والعلماء مثل أحمد فارس الشدياق الذي كان شديد الحماس والتأييد للخلافة الإسلامية والدولة العثمانية، وتأثر أيضًا بالعالم الأمريكي د. «كرنيليوس فانديك» الذي كان يدرّس بالجامعة الأمريكية ببيروت، وكان دائم الإشادة به.

## ديانته
ولد السيد شكيب لعائلة تنتمي للطائفة الدرزية. ومن المعلوم أن الدروز لهم مذهبهم الخاص بهم، ولا يقبلون بدخول أحد إلى مذهبهم، ولا يسمحون لأحدهم بالخروج منه. فكان يصلي ويصوم ويحج ويؤدي سائر العبادات كما يفعل بقية المسلمين، كما أنه تزوج من امرأة شركسية هي السيدة سليمة ألخص حاتوغ.

## حياته السياسية
شبّ شكيب أرسلان ليجد الوطن العربي والإسلامي فريسة للمستعمرين والغزاة المحتلين، ومن ثم فقد نما لديه - منذ وقت مبكر- وعي قوي بضرورة الوحدة العربية وأهميتها في مواجهة أطماع المستعمرين ومؤامرات الغزاة لإضعاف الأمة العربية وتفتيتها ليسهل لهم السيطرة عليها. وقد عني شكيب أرسلان بقضية الوحدة العربية عناية شديدة، وأولاها كل اهتمامه، وأوقف عليها حياته كلها، وكانت مقالاته دعوة متجددة إلى قيام تلك الوحدة الكبرى، التي كان يرى فيها الخلاص من حالة الضعف والاستكانة التي سادت الأقطار العربية، وجعلتهم فريسة للمستعمر الأجنبي. وتعرض شكيب أرسلان – بسبب مواقفه الوطنية – للكثير من الاضطهاد من المستعمرين، وحيكت ضده المؤامرات العديدة من الاستعمار ومن أذنابه ممن ينتسبون إلى العروبة، كما تعرض لحملات شرسة من التشويه والافتراءات والأكاذيب.

### محاولات المستعمرين للنيل منه
سعى المحتلون إلى تشويه صورته أمام الجماهير، فاتهمه المفوض الفرنسي السامي المسيو «جوفنيل» بأنه من أعوان «جمال باشا السفاح»، وأنه كان قائدًا لفرقة المتطوعين تحت إمرته، وكان «شكيب» قد تولى قيادة تلك الفرقة من المتطوعين اللبنانيين لمقاومة الدول التي احتلت «لبنان»، وكان من الطبيعي أن يكون تحت إمرة «جمال باشا» باعتباره قائد الفيلق الرابع الذي تنتمي إليه فرقة «شكيب»، واستطاع «شكيب» أن يفند أكاذيبهم، ويفضح زيفهم وخداعهم.
كان شكيب لا يثق بوعود الحلفاء للعرب، وكان يعتقد أن الحلفاء لا يريدون الخير للعرب، وإنما يريدون القضاء على الدولة العثمانية أولاً، ثم يقسمون البلاد العربية بعد ذلك. وقد حذر «شكيب أرسلان» قومه من استغلال الأجانب الدخلاء للشقاق بين العرب والترك.
ولكنه حينما رأى الأتراك يتنكرون للخلافة الإسلامية ويلغونها، ويتجهون إلى العلمانية، ويقطعون ما بينهم وبين العروبة والإسلام من وشائج وصلات؛ اتخذ «شكيب» موقفًا آخر من تركيا وحكامها، وبدأ يدعو إلى الوحدة العربية؛ لأنه وجد فيها السبيل إلى قوة العرب وتماسكهم.
عندما انتهت الحرب العالمية الأولى حدث ما حذر منه «شكيب أرسلان» فقد برح الخفاء، وتجلت حقيقة خداع الحلفاء للعرب، وظهرت حقيقة نواياهم وأطماعهم ضد العرب والمسلمين، خاصة بعدما تنكر الأتراك للخلافة الإسلامية، واتجهوا اتجاهًا علمانيًا.

### قضايا التحرر العربي
وظل «شكيب أرسلان» مطاردًا من أكثر من دولة؛ فتركيا تطارده لاهتمامه بقضايا العرب، وحملته على تنكر حكامها للخلافة والإسلام، وإنجلترا وفرنسا تطاردانه لدفاعه عن شعوب الأمة العربية ودعوته إلى التحرر، وتزعمه الجهاد ضد المستعمرين، كما ظل مبعدًا لفترة طويلة من حياته عن كثير من أقطار الوطن العربي، لا يُسمح له بدخولها، خاصة مصر وسوريا اللتين كانتا تشكلان قلب الأمة العربية.
لم يقتصر دور «شكيب أرسلان» على الاهتمام بقضايا الأمة العربية وإيقاظ الهمم وبعث الوعي الوطني في داخل الوطن العربي فحسب، وإنما انطلق يشرح قضية العرب ويفضح فظائع المستعمرين ويكشف زيفهم وخداعهم في كثير من بلدان العالم؛ فسافر إلى روما وأمريكا الشمالية وروسيا وإسبانيا، وقد استقبل في كل بلد زاره بكل حفاوة وتقدير، ونشر العديد من المقالات التي تفضح جرائم المستعمرين في حق الشعوب العربية والإسلامية، وتصور الحالة الأليمة التي صارت إليها الأمور في كثير من البلدان التي ترزح تحت نير الاستعمار.

### جهوده لتوحيد المسلمين
كذلك اهتم «شكيب أرسلان» بأحوال المسلمين في أنحاء العالم المختلفة، ففي عام (1344 هـ - 1924م) أسس جمعية «هيئة الشعائر الإسلامية» في «برلين»، وكانت تهدف إلى الاهتمام بأمور المسلمين في «ألمانيا»، وقد تشكلت هذه الجمعية من أعضاء يمثلون معظم الشعوب الإسلامية، وأهم ما يميزها أنها نحت منحى دينيًا بعيدًا عن الشؤون السياسية، وذلك لتلافي أسباب الخلاف والشقاق التي قد تنجم عن اختلاف الأيدلوجيات السياسية بين الشعوب والدول المختلفة.

### العامل الديني والصراع بين الشرق والغرب
وقد أدرك شكيب أرسلان منذ وقت مبكر أثر العامل الديني في الصراع بين الشرق والغرب، وأكد عليه في كثير من كتبه ومقالاته، وأوضح أثر ذلك العامل في إثارة دول الغرب ودعمها لاستعمار الشرق واحتلال العالم الإسلامي، وربط بين الحملات الصليبية القديمة نحو الشرق وأخواتها المعاصرة على أيدي الفرنسيين والإنجليز والألمان، ولكنه كان أشد نقدًا للفرنسيين، فقد كانت فرنسا في طليعة الدول التي حاربت الإسلام والمسلمين، وقد خرجت منها وحدها إحدى عشرة حملة صليبية في مقابل حملة إنجليزية وأخرى ألمانية.
تناول «شكيب أرسلان» فظائع فرنسا ضد المسلمين في شمال أفريقيا، مؤكدًا أنها حملة عنصرية ضد العروبة والإسلام. وهو لا يغفل في حديثة الإشادة بسماحة الإسلام والحديث عن جو التسامح والإخاء الذي يعيشه أبناء الوطن العربي من مسلمين ونصارى، موضحًا ما يسود بينهم من السلام والوئام، حيث ينعم الجميع بكل الحقوق والواجبات دون تمييز أو تهميش.

### مع الجامعة العربية
لعل شكيب أرسلان كان من أوائل الدعاة إلى إنشاء الجامعة العربية إن لم يكن أولهم على الإطلاق، ففي أعقاب الحرب العالمية الأولى مباشرة دعا «شكيب أرسلان» إلى إنشاء جامعة عربية، ولما تألفت الجامعة العربية كان سرور شكيب أرسلان لها عظيمًا، وكان يرى فيها الملاذ للأمة العربية من التشرذم والانقسامات، والسبيل إلى نهضة عربية شاملة في جميع المجالات العلمية والفكرية والاقتصادية.
وكان شكيب من أشد دعاة الوحدة العربية ومن أكثر المتحمسين لأصالة الثقافة العربية، وكان مولعًا بتمجيد العرب والعروبة، كما كان يضيق بالشعوبية وأهلها، ويراها حركة تخريب لمدنية العرب، وإضعافا لعزائهم، وجمودا لأفضالهم. وكان يقول: «"إن لكل عصر شعوبية، وشعوبية هذا العصر هم أولئك الأدباء والكتاب الذين يهاجمون العرب والعروبة"».
وبلغ من حرصه على هويته وقوميته العربية أنه كان يخطب دائمًا بالعربية في رحلاته إلى أمريكا وأوربا مع تمكنه وإجادته للإنجليزية والفرنسة والتركية وإلمامه بالألمانية.

### موقف الأمير شكيب من الطائفية
بعد الحرب الطائفية في لبنان عام 1860 بين المسيحيين والدروز، كان النظام الجديد للبنان والذي تبناه ممثلو الدول الأوروبية الست الكبرى (فرنسا، إنجلترا، روسيا، ألمانيا، النمسا وإيطاليا) والباب العالي في حزيران 1861، كان مؤاتياً للطائفة المارونية، ويقوم على الاعتراف بالمبدأ الطائفي وتشجيعه له، فوفقاً لهذا النظام منح لبنان الحكم الذاتي المحلي في ظل حاكم مسيحي عثماني هو المتصرف، وكان نظام المتصرفية هذا وما يتبعه من تنظيم للقائمقاميات الطائفية لمصلحة الموارنة، وبسبب تهميش هذا النظام الجديد لجبل الدروز، حيث ظل الدروز على هامش التطور الاقتصادي الذي عرفه الموارنة بفضل الدعم الخارجي لهم، من الطبيعي أن يرى الأمير شكيب بأن الواجب يقتضي تدعيم موقع الأسرة الأرسلانية الدرزية في هذه القائمقامية، وأن يكون على رأسها من يحمل تاريخ العائلة الفعلي ويجسد تراثها العربي الإسلامي ومن يعمل على التحام الدروز بالدولة العثمانية وتحقيق الذوبان الاستراتيجي للدروز وسط المحيط الإسلامي والسوري الأوسع.
لذا نجد الأمير شكيب غاص في الصراعات الحزبية الجبلية الضيقة في السنوات 1892 - 1908، وقام بعدة مأموريات عام 1902 في جبل حوران لإقناع الثوار الدروز هناك بالرجوع إلى طاعة الدولة العثمانية، وكان حاسماً وواضحاً في موقفه من ضرورة وحدة الدروز والتفافهم حول الدولة في تلك المرحلة، التي تميزت على حد وصف جميع المراقبين والباحثين بضعف الدروز وقوة الموارنة.
قام الأمير شكيب بجهود جبارة في توحيد القوى لإدراج جبل الدروز ضمن إطار الدولة، فقد أقام تحالفاً بين العائلات الدرزية والعائلات اللبنانية، وهذا التحاف قام بالحركة المعروفة باسم (المظاهرة الكبرى) حيث توجه وجهاء هذه العائلات على رأس وفود من أعيان البلاد من جميع الأقضية والطوائف إلى بيت الدين مطالبين بشمول الدستور لجبل الدروز... ثم تحولت هذه المظاهرات إلى حركة عصيان جماهيري أرغمت المتصرف المسيحي على إعلان الدستور في جبل الدروز.
وكان من النتائج المباشرة لهذه الحركة عزل كبار المأمورين الذين كان المتصرف يعتمد عليهم، وتعيين مكانهم أشخاص من التحالف أو الحزب المؤيد للأمير شكيب ومن جملتهم تعيين الأمير نفسه قائمقاماً لمنطقة الشوف.
كان الأمير شكيب قد تزوج عام 1916 من السيدة «سليمى بنت الخاص بك حاتوغو» وهي قفقاسية ومن سكان منطقة السلط في الأردن، وأنجبت له: ولده «غالب» عام 1917 في جبل عالية بلبنان، و«مي» عام 1928 في لوزان، و«ناظمة» عام 1930 في جنيف.

### علاقته بالملك عبد العزيز آل سعود
يقول الباحث قاسم الرويس عن العلاقة بين شكيب أرسلان والملك عبد العزيز آل سعود: "في سنة 1347هـ / 1929م كلف الملك عبد العزيز شكيب أرسلان وخالد القرقني رسمياً بالاتصال بالشركات الألمانية في برلين لدعوتها لتنفيذ المشروعات الحضارية المختلفة في بلاده، فعملا على ذلك بجد كما التقيا بالمسؤولين الألمان للحصول على التسهيلات اللازمة ونجحا في الحصول على حد ائتماني للحكومة السعودية يصل إلى 4 ملايين مارك، مما مكن الملك عبد العزيز من إنجاز بعض الصفقات مع الشركات الألمانية لتنفيذ خططه الاقتصادية، بل امتد دور شكيب إلى ما هو أبعد من ذلك، فلقد واصل محاولاته لإقناع الألمان ليقوموا بدور أوسع في تنمية البلاد السعودية، وشجع أصدقاءه في وزارة الخارجية على زيارة المنطقة بهدف تنمية العلاقات السعودية / الألمانية، وقد بدأت الشركات الألمانية تتنافس للمشاركة في المشروعات السعودية وواصلت الدوائر التجارية اهتمامها فازدادت نشاطات الشركات الألمانية في السوق السعودية، وكانت من نتيجة ذلك توقيع معاهدة صداقة بين مملكة الحجاز ونجد وملحقاتها وبين الرايخ الألماني في 16 ذي القعدة 1347هـ الموافق 26 أبريل (نيسان) 1929م في القاهرة".
وفي العام نفسه (1929م) عزم شكيب أرسلان على تأدية فريضة الحج، وعندما وصل إلى مصر في طريقه إلى الحجاز وصلته برقية الملك عبد العزيز في بورسعيد متضمنة الترحيب به في ضيافته من حين دخوله الحجاز إلى مغادرته، ولعل هذه البرقية تلمح إلى أن حضوره كان من دون دعوة خاصة على الرغم من إشارة أحد المصادر إلى دعوته من قبل الملك عبد العزيز. وعندما وصل شكيب أرسلان إلى جدة يوم الأحد 3 ذي الحجة 1347هـ الموافق 13 مايو 1929م استقبله مندوب الملك عبد العزيز وبعض رجال الحكومة استقبالاً رسميا على ظهر الباخرة ليتجه مباشرة لمقابلة الملك، وفي المساء انتقل برفقة الملك عبد العزيز في سيارته الخاصة إلى مكة المكرمة.
بعد أداء فريضة الحج غادر شكيب إلى الطائف التي أمضى فيها قرابة الشهر ثم عاد إلى مكة في التاسع عشر من شهر محرم 1348هـ / 26 يونيو 1929م لوداع الملك عبد العزيز الذي كان يعتزم المغادرة إلى نجد.
وحضر مع الملك المأدبة التي أقامها إبراهيم ومحمد الفضل في جدة، وكان مما قاله الملك عبد العزيز عن شكيب أرسلان في تلك المناسبة: «لا يوجد مخلص يقول كلمة سوء في حق الأمير شكيب، وهيهات لخصومه أن يستطيعوا النيل منه، فنحن نعرف الأمير وأنه مجاهد حقا، فإذا كانوا إخوانه أحرار العرب يدافعون عن وطنهم فالأمير يدافع أكثر منهم ويزيد عجبهم بأنه يهاجم خصوم القضية في وسط أوروبا. وأنا إن عينت سفراء فسوف يكون الأمير أول من أرجوه قبول ذلك لأن فيه كل المؤهلات ولا يوجد الآن عند العرب مثله».

#### منحه الجنسية السعودية
تتفق المصادر على مسألة منح شكيب أرسلان الجنسية السعودية لكنها تختلف في تاريخ الحصول عليها، وقد يكون حصوله على الجنسية حدث عام 1926م ولكنه لم يعمل على إشهارها إلا بعد لقائه بالملك عبد العزيز بسبب الضغوط التي كان يواجهها في أوروبا من دول الاستعمار، ولكن من اليقين أن زوجته (سليمى بنت الخاص بك) وابنه (محمد غالب بن شكيب أرسلان) لم يمنحا الرعوية العربية السعودية إلا بعد لقائه بالملك عبد العزيز بخمس سنوات، وذلك بموجب الأمر العالي رقم 26 / 1 / 5 وتاريخ 28 / 2 / 1353هـ، ونشرت الجريدة الرسمية «أم القرى» اسميهما في بلاغ رسمي ضمن قائمة أسماء طويلة للممنوحين الرعوية أو الجنسية السعودية. ولا غرابة بعد ذلك في سعي شكيب للحصول على الجنسية السعودية له ولأفراد أسرته، وهو القائل: «والحمد لله على أن أبقى لنا راية ابن سعود حتى نتفيأ في ظلها بعد أن خفقت رايات الأجانب على أكثر البلاد».
وكان شكيب أرسلان قد ألف كتابا عن رحلته إلى الحجاز سماه «الارتسامات اللطاف في خاطر الحاج إلى أقدس مطاف» المطبوع سنة 1350هـ / 1931م، وأهداه إلى الملك عبد العزيز قائلا: «هذا ولما تسنى إكماله، وبلغ الإبدار هلاله، رأيت أن أتوجه باسم جلالة الملك الهمام الذي هو غرة في جبين الأيام عبد العزيز بن عبد الرحمن الفيصل آل سعود ملك الحجاز ونجد وملحقاتها، تذكاراً لجميل الأمن الذي مد على هذه البلدان سرادقه، وعرفانا بقدر العدل الذي وطد فيه دعائمه وناط بالإجراء مواثقه، وابتهاجا بالملك العربي الأصيل الذي صان للعروبة حقها وللإسلام حقائقه، أدام الله تأييده وأطلع في بروج الإقبال سعوده وخلد شمسه الشارقة ووفقه للاتفاق مع سائر ملوك العرب وأمرائها والعمل مع رجالاتها العاملين لرقيها وعلائها.».

## الثورة العربية
لم يشترك شكيب أرسلان ولم يشارك في أحداث الثورة العربية التي قامت ضد الدولة العثمانية سنة 1916، وإنما كان له موقف منها؛ فقد انتقدها وحذر من عواقبها، وقد أدى موقفه هذا إلى أن الكثيرين أساءوا الظن به، ولم يكن شكيب أرسلان بدعا في ذلك؛ فقد اتخذ هذا الموقف نفسه عدد كبير من الزعماء والمفكرين كالشيخ عبد العزيز جاويش والزعيم محمد فريد وعبد الحميد سعيد وغيرهم. ويفسر شكيب أرسلان موقفه هذا بأنه اعتقد أن البلاد العربية ستصبح نهبًا للاستعمار، وأنها ستقسم بين إنجلترا وفرنسا.

## تقسيم فلسطين
سعى شكيب أرسلان إلى إيقاظ الشعور الوطني لدى أبناء الأمة العربية وتنبيههم إلى الأخطار المحدقة بهم. وكان من أوائل الذين تنبهوا إلى خطورة سياسة المستعمرين في فلسطين، وسعيهم إلى تقسيمها وإنشاء وطن قومي لليهود فيها، ويؤكد أنه يفضّل الدولة العثمانية الشرقية الإسلامية على احتلال الفرنج الأعداء الغرباء، ولكنه – في الوقت نفسه – يذكر أنه لو علم أن الثورة ضد تركيا ستؤدي إلى استقلال العرب لما سبقه إليها أحد.
يذكر أن موقفه هذا لم يكن وليد حدس أو تخمين، فقد تجمعت لديه الأدلة والقرائن أن فرنسا وإنجلترا يسعيان لتقسيم سوريا وفلسطين. وما كادت الحرب العالمية الأولى تضع أوزارها حتى تبين للجميع صحة ما ذهب إليه «شكيب أرسلان» وبعد نظره. كان «شكيب» من أوائل الذين تصدوا لخطر الوجود اليهودي في فلسطين، وسعى مخلصًا إلى دعوة العرب إلى جمع الشمل والتصدي لتلك المؤامرة، وحذر أبناء فلسطين من الخلاف والشقاق، لأن ذلك مما يقوي آمال الإنجليز واليهود ويعظم أطماعهم في فلسطين.

## نموذج لبعض أشعاره
قدم أرسلان العديد من القصائد الشعرية المتميزة ونذكر من أشعاره:
ومن أشعاره أيضاً:

## مؤلفاته:
عاش شكيب أرسلان نحو ثمانين عامًا، قضى منها نحو ستين عامًا في القراءة والكتابة والخطابة والتأليف والنظم، وكتب في عشرات الدوريات من المجلات والصحف في مختلف أنحاء الوطن العربي والإسلامي. بلغت بحوثه ومقالاته المئات، فضلاً عن آلاف الرسائل ومئات الخطب، كما نظم عشرات القصائد في مختلف المناسبات. اتسم أسلوبه بالفصاحة وقوة البيان والتمكن من الأداة اللغوية مع دقة التعبير والبراعة في التصوير حتى أطلق عليه «أمير البيان». أصدر عددًا كبيرًا من الكتب ما بين تأليف وشرح وتحقيق، ومن أهم تلك الكتب:
- تاريخ غزوات العرب في فرنسا وسويسرا وإيطاليا وجزائر البحر المتوسط- مطبعة عيسى البابي الحلبي وشركاه بمصر، الطبعة الأولى، (1352 هـ / 1933م).
- الحلل السندسية في الأخبار والآثار الأندلسية- مطبعة عيسى البابي الحلبي وشركاه بمصر، الطبعة الأولى، (1358 هـ / 1939م).
- رواية آخر بني سراج: تأليف الكونت دي شاتوبريان – ترجمة: شكيب أرسلان، مطبعة المنار بالقاهرة، (1343 هـ / 1925م)
- السيد رشيد رضا، أو إخاء أربعين سنة - مطبعة ابن زيدون بدمشق، الطبعة الأولى، (1356 هـ / 1937م).
- شوقي، أو صداقة أربعين سنة- مطبعة عيسى البابي الحلبي وشركاه بمصر، الطبعة الأولى، (1355 هـ / 1936م).
- لماذا تأخر المسلمون؟ ولماذا تقدم غيرهم؟- مطبعة عيسى البابي الحلبي وشركاه بمصر، الطبعة الأولى، سنة (1358 هـ / 1939م).

من مؤلفاته المخطوطة:
- رحلة إلى ألمانيا.
- بيوتات العرب في لبنان.
- مذكرات الأمير شكيب أرسلان، وقد أودعها مكتب المؤتمر الإسلامي في القدس لتنشر لعد وفاته. له العديد من المخطوطات تجاوزت الـ (24 مؤلف) ومعظم هذه المخطوطات موجود في المكتبة الخاصة بالملك المغربي الحسن الثاني، أو موزعة لدى العديد من أبناء الجبل في لبنان وحوران.

## كتب ودراسات عنه:
- شكيب أرسلان: داعية العروبة والإسلام، أحمد الشرباصي.

## وفاته
بعد أن انتهت الحرب العالمية الثانية سنة (1365 هـ / 1945م) وتحررت سوريا ولبنان، عاد «شكيب أرسلان» إلى وطنه في أواخر سنة (1366 هـ / 1946م). فاستُقبل استقبالاً حافلاً. عاد شكيب أرسلان إلى بيروت في 30 أكتوبر 1946، فمتع نظره بمشاهدة وطنه حراً مستقلاً طليقاً من الاحتلال والاستبداد ـ إلا أنه تحالف عليه مرض تصلب الشرايين والنقرس والرمل في الكليتين، وثقل الثمانين عاماً، فلم تطل مقاومته فلفظ أنفاسه الأخيرة ليلة الإثنين في 9 ديسمبر 1946.
دوى النبأ الفاجع، فهرع الأمراء الأرسلانيون إلى بيته يرسلون إليه النظرة الأخيرة لوداعه، وهبت بيروت ودمشق إلى داره، وساد وجوم رهيب في أنحاء العالمين العربي والإسلامي لموته، وشيع في اليوم التالي بموكب مهيب وصلي عليه في الجامع العربي ببيروت، وسار في صدر هذا الموكب الحاشد رئيس الجمهورية اللبنانية آنذاك الشيخ بشارة الخوري، ونقل جثمان الراحل إلى مسقط رأسه في (الشويفات) فعاد إلى الربوع التي عرفته صبياً يافعاً. وقد كان فيمن رثاه الدكتور مصطفى السباعي بقصيدة صادقة مطلعها:
ثم يقول:

## وصلات خارجية
- شكيب أرسلان على موقع أرشيف الشارخ.

- شكيب أرسلان من إسلام أون لاين
- ترجمة شكيب أرسلان في معجم البابطين
- السجل الأرسلاني النسب